# حصن (روستا)
 حصن  به عربی ( الَحصن )، روستایی است در دهستان وادی اجبار از توابع استان 
استان صَنعاء در کشور یمن در شبه جزیره عربستان.

## جمعیت
جمعیت آن (۵۰ ) نفر (۶ خانوار) می‌باشد.